# Урваев, Константин Иванович
Константин Иванович Урваев (6 апреля 1936 — 20 января 1994) — передовик советского сельского хозяйства, комбайнёр колхоза «Маяк революции» Озинского района Саратовской области, Герой Социалистического Труда (1966).

## Биография
Родился 6 апреля 1936 года в селе Демкино Хвалынского района Саратовской области, в крестьянской русской семье. С детства работал в сельском хозяйстве, позже перебрался в город Балаково. 
В 1950-х годах был направлен по комсомольской путёвки на освоение целинных земель в Озинский район Саратовской области. Стал трудиться механизатором в третьем отделении в колхозе «Маяк революции». Сначала трудился прицепщиком, осенью и весной работал на тракторе, летом на комбайне, а в зимнее время ремонтировал инвентарь в мастерской. Через пять лет работы в этом колхозе сумел занять первое место по намолоту зерна среди комбайнёров страны. 
Указом Президиума Верховного Совета СССР от 23 июня 1966 года за успехи достигнутые в увеличении производства и заготовок пшеницы, ржи, гречихи, риса и других зерновых и кормовых культур, и высокопроизводительном использовании техники Константину Ивановичу Урваеву присвоено звание Героя Социалистического Труда с вручением ордена Ленина и золотой медали «Серп и Молот».
Позже вернулся и проживал в родном селе Демкино Саратовской области. Умер 20 января 1994 года. 

## Награды
За трудовые успехи удостоен:
- золотая звезда «Серп и Молот» (23.06.1966)
- орден Ленина (23.06.1966)
- другие медали.